# Jeffrey Chetcuti
Jeffrey Chetcuti (* 22. April 1974) ist ein ehemaliger maltesischer Fußballspieler.
Chetcuti begann beim St. Andrews FC aus Luqa seine Karriere in der Maltese Premier League. Dort war er Stammspieler im Verein und ging im Sommer 1993 zum maltesischen Spitzenklub FC Valletta. In den folgenden zehn Jahren brachte Jeffrey es auf 194 Einsätze im Verein. Im Sommer 2002 wechselte er zu Sliema Wanderers, sieben Jahre später zum Aufsteiger Vittoriosa Stars. Nach dem Abstieg 2011 verließ er den Klub wieder und schloss sich dem FC Qormi an. Anfang 2012 löste er seinen Vertrag auf und war ein halbes Jahr ohne Verein. Im Sommer 2012 heuerte er bei Gżira United in der First Division an. Zwei Jahre später wechselte er zu den Oratory Youths nach Gozo.
Für die Nationalmannschaft bestritt er von 1994 bis 2005 69 Länderspiele.